# Thryonomys swinderianus
Thryonomys swinderianus är en däggdjursart som först beskrevs av Coenraad Jacob Temminck 1827.  Thryonomys swinderianus ingår i släktet rörråttor, och familjen Thryonomyidae. IUCN kategoriserar arten globalt som livskraftig. Inga underarter finns listade i Catalogue of Life. Det svenska trivialnamnet sockerrörsråtta förekommer för arten.
Artpitetet i det vetenskapliga namnet hedrar den holländska naturforskaren Theodorus van Swinderen.

## Utseende
Arten är en stor gnagare med en kroppslängd (huvud och bål) av 35 till 61 cm, en svanslängd av 6,5 till 26 cm och en vikt mellan 3,5 och 4,5 kg. Hanar är allmänt större än honor. Den borstiga pälsen har på ovansidan en brun till gulbrun färg och undersidan är täckt av ljusgrå päls. Huvudet kännetecknas av en avrundad nos och korta öron. Vid framtassarna är den första och femte tån förminskad. Bakfötterna saknar stortån och alla andra tår är utrustade med kraftiga klor. Artens tandformel är I 1/1 C 0/0 P 1/1 M 3/3, alltså 20 tänder.

## Utbredning och habitat
Denna gnagare förekommer i Afrika söder om Sahara. Utbredningsområdet sträcker sig från Senegal till Kenya och sedan söderut till Sydafrika. Arten saknas i Kongobäckenets centrala delar samt i sydvästra Afrika. Thryonomys swinderianus når i bergstrakter 1800 meter över havet. Habitatet utgörs av gräsmarker och jordbruksmark, ofta nära vattenansamlingar.

## Ekologi
Individerna är främst aktiva på natten. En hane, några honor och deras ungar bildar en flock. Bara under den torra perioden lever vuxna hanar ensamma. Boet är en plats med nertrampat gräs och dessutom gräver individerna jordhålor som gömställen. Arten har bra förmåga att simma och dyka och den söker ofta skydd i vattnet.
Födan utgörs främst av gräs och andra gröna växtdelar. Dessutom äter Thryonomys swinderianus grönsaker, frukter, bark och rotfrukter. Fortplantningen sker under regntiderna, och honor kan föda två kullar per år. Dräktigheten varar 137 till 172 dagar och sedan föds oftast 4 ungar, ibland upp till 6 ungar. Ungarna väger vid födelsen cirka 130 g och de har redan hår och öppna ögon. Könsmognaden infaller efter ungefär ett år.
Med människans vård kan Thryonomys swinderianus leva lite längre än fyra år.

## Thryonomys swinderianusoch människor
Kött från arten är mycket vanligt på afrikanska marknader. Över hela året 1997 såldes på en marknad i Ghana 200 000 kg kött av Thryonomys swinderianus. Jakten sker vanligen med hjälp av hundar. Flera undersökningar har gjorts för att utreda hur arten kan hållas i fångenskap på ett effektivt sätt.
Denna rörråtta är ett skadedjur på odlade växter.

## Bildgalleri

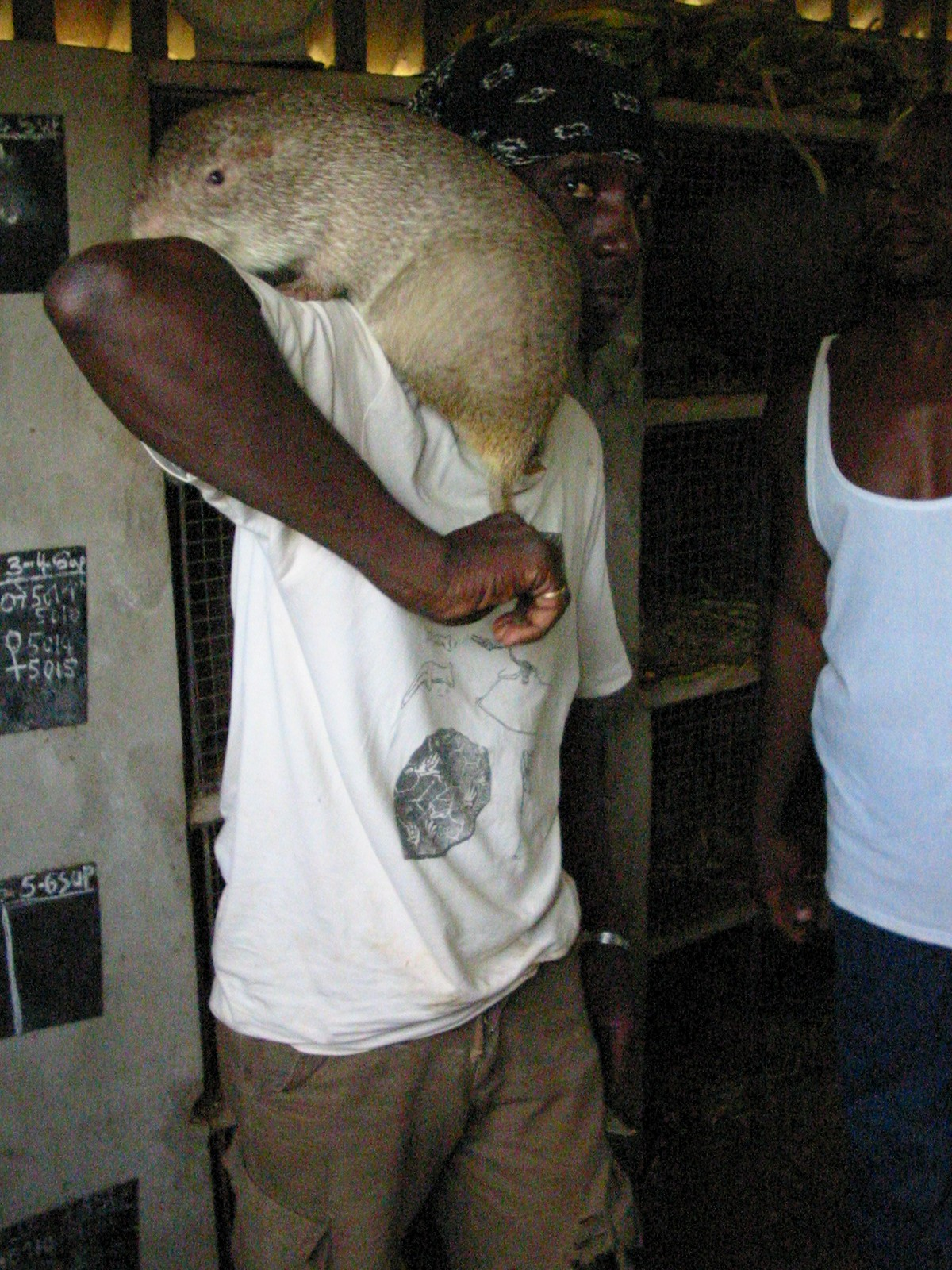
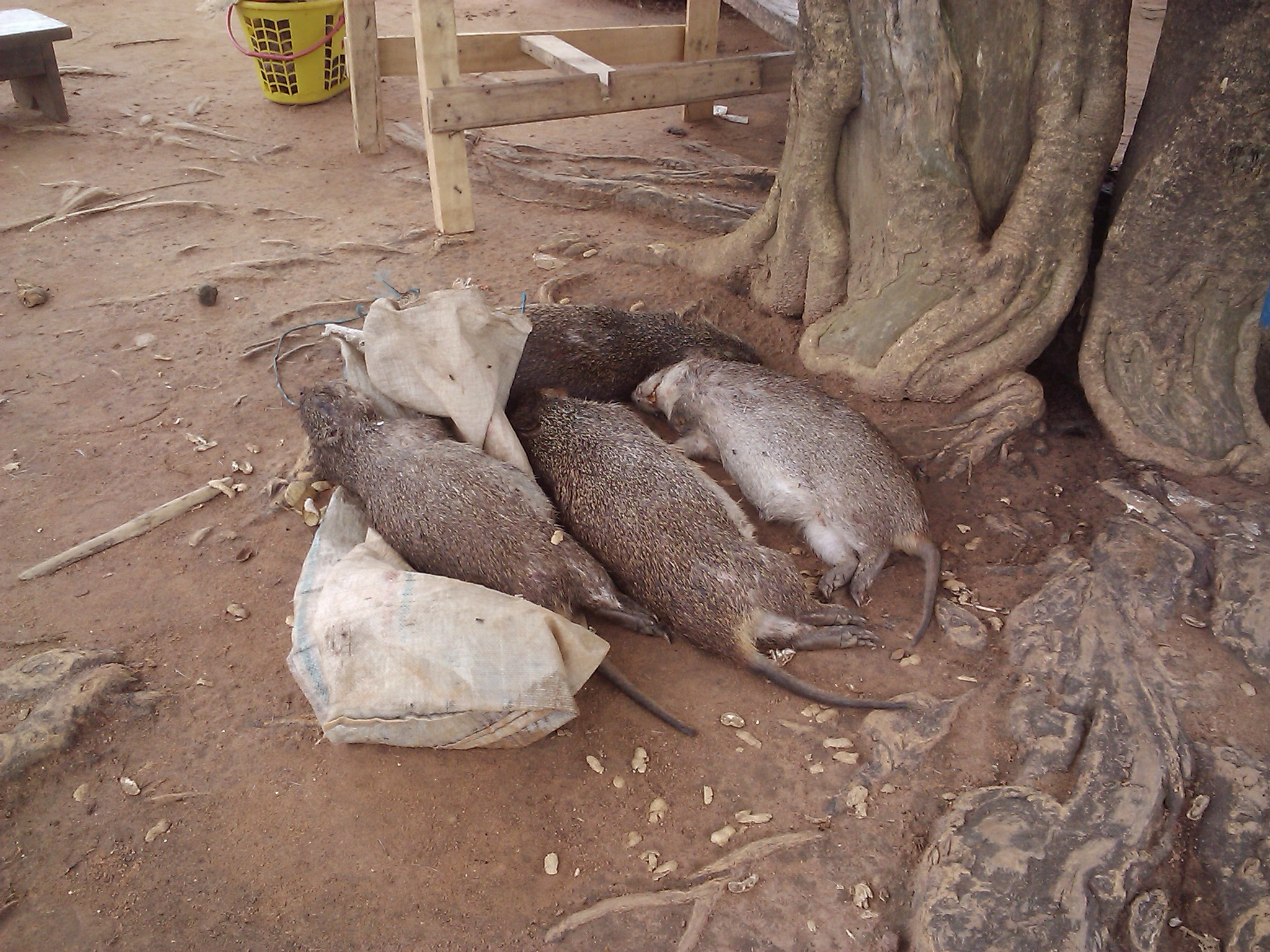
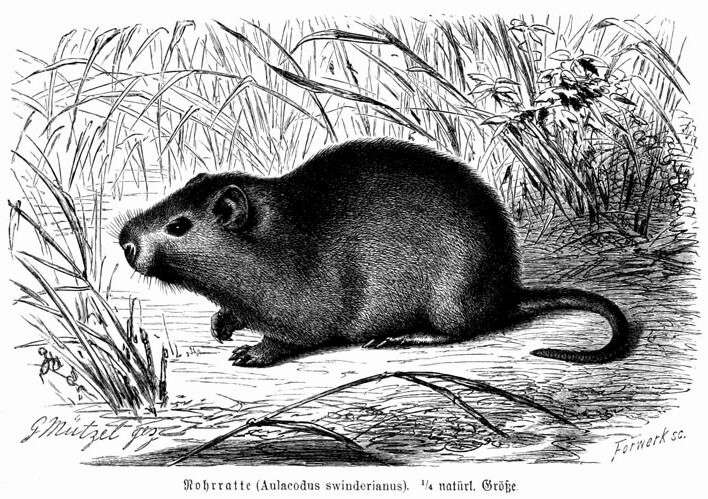
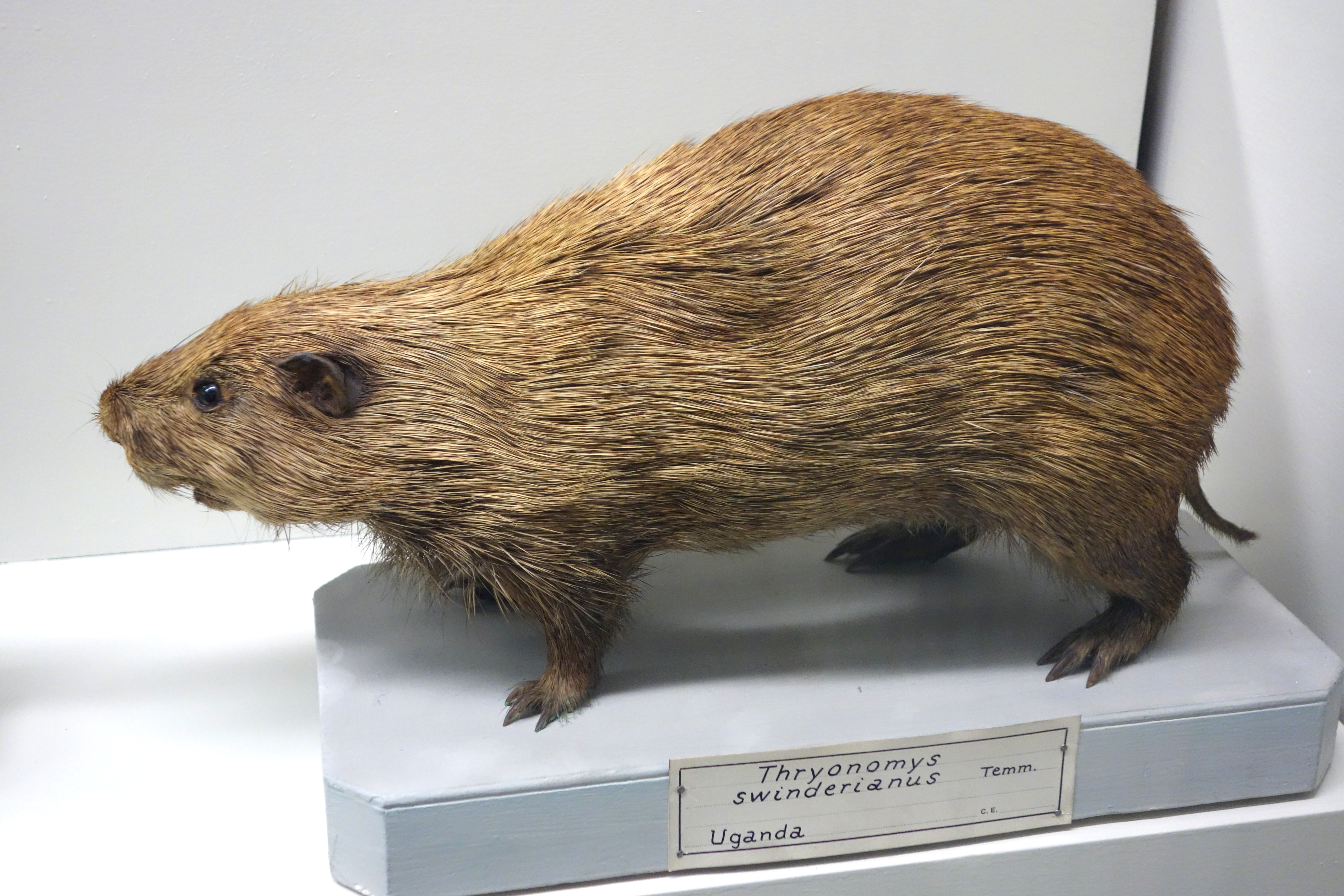
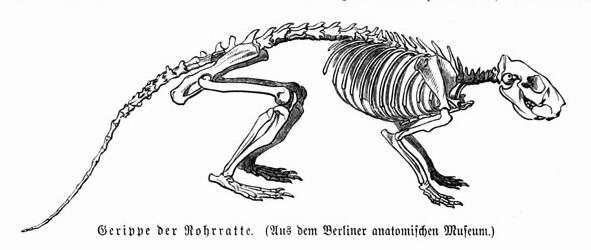